# Wenus z Malty
Wenus z Malty – zespół 39 ludzkich figurek (całych postaci lub ich części) typu paleolityczna Wenus z epoki górnego paleolitu, wykonanych z ciosu mamuta, znaleziony na stanowisku archeologicznym Malta (w obwodzie irkuckim na Syberii w Rosji). Datowany jest na ok. 23 000 - 18 000 lat temu i reprezentuje kulturę zbliżoną do graweckiej.
Figurki określane jako Wenus znaleziono na stanowisku Malta, które znajduje się na skraju wsi o tej samej nazwie. Wydobył je, wraz z innymi zabytkami kultury maltańsko-bureckiej, zbliżonej do kultury graweckiej, zespół Michaiła Gierasimowa, który pracował tu w okresie od 1928 do 1958. Warstwa kulturowa, z której pozyskano artefakty datowana jest na ok. 23 000 - 18 000 lat temu. Grupa figurek ludzkich z Malty obejmuje 39 egzemplarzy, zarówno całych postaci, w tym niewykończonych i uszkodzonych, jak i samych głów. Figurki mają wysokość od 4 do 13 cm. Wykonano je z ciosów mamuta. Przedstawiają w większości postacie kobiece, o bardzo różnych sylwetkach (zarówno mocno otyłe, jak i bardzo szczupłe), ale są też figurki ludzi bez zidentyfikowanej płci, zarówno dorosłych, jak i dzieci oraz nastolatków. Proporcje ciała niektórych z postaci są nieanatomiczne, rysy twarzy oddane w sposób bardzo schematyczny i uproszczony, stopy często nie są wyróżnione. W dolnej części nóg u kilku postaci twórcy wykonali otwór. Wiele postaci pokryta jest rzeźbieniami, które wg badaczy przedstawiają lub mogą przedstawiać (nie zawsze interpretacja jest pewna) całe ubrania, pojedyncze elementy odzieży (np. kaptury i inne nakrycia głowy, pasy) lub niewielkie plecaki. Na niektórych figurkach Wenus stwierdzono pozostałości pigmentów, co świadczy, że były one pierwotnie barwione kolorami zielonym, niebieskim i czerwonym.   
Figurki antropomorficzne z Malty przechowywane są w czterech rosyjskich muzeach, w tym w Ermitażu, petersburgskiej Kunstkamerze i Muzeum Historycznym w Moskwie.  